# Crise de gouvernance des Dominicaines du Saint-Esprit
La crise de gouvernance des Dominicaines du Saint-Esprit désigne les tensions qui ont affecté la communauté des Dominicaines du Saint-Esprit à partir de 2010. Elle recouvre des dissensions internes entre les tenantes d'une réforme de l'institut et celles qui souhaitent rester fidèles à la fondation initiale, des abus de conscience et des agressions sexuelles sur des religieuses, et de multiples conflits d'intérêt dans la gestion des problèmes par la tutelle romaine. 
En avril 2024, une commission d'étude indépendante voit le jour, destinée à faire la lumière sur les graves dysfonctionnements qui ont affecté l'institut. 

## Période 2010-2013: direction assurée par mère Marie Hyacinthe
En 2010, alors que mère Marie Hyacinthe, prieure générale, songe à une béatification de Victor-Alain Berto, fondateur de l'Institut, certains témoignages de religieuses font état de « gestes équivoques » que le père Berto aurait posés sur des sœurs dans les années 1950-1960 et également d'abus qu'il aurait commis sur des mineurs. Il s'ensuit un malaise interne au sein de la communauté entre celles qui défendent farouchement le fondateur et celles qui s'interrogent sur son éventuelle culpabilité.
Par ailleurs un différend oppose les sœurs sur l’orientation à donner à la communauté depuis 2008 : d'un côté les « réformistes », souhaitant une évolution, voire un changement de l'institut, et de l’autre les traditionalistes, comme mère Marie Ferréol, (née Sabine Baudin de la Valette) « voulant maintenir leur liturgie originelle et le fondement de leur constitution ». Selon Henry Donneaud « les sœurs menaient un rythme de vie infernal. Beaucoup étaient sous anti-dépresseur et la moitié d’entre elles en burn-out ou proche de l’être ».

### «Agapèthérapies» et exorcismes
C'est dans ce contexte qu'en 2011, la prieure de Pontcallec, mère Marie de la Trinité, nomme comme nouvel aumônier, l'abbé François Cadiet, prêtre de la Fraternité Saint-Pierre à qui l'on confie des sœurs en situation de souffrance psychologique. Sur le conseil d'un autre prêtre proche de la communauté Saint-Jean, il les envoie avec l'accord de la mère supérieure aux « sessions Agapè » du Puy-en-Velay, sessions de « guérison » intérieure animées par le Dr Pierre Dubois, membre de la communauté des Béatitudes, qui connaissent à cette époque un grand succès dans les milieux de la Nouvelle évangélisation, hors de la sphère traditionaliste des Dominicaines du Saint-Esprit, malgré les multiples signalements auprès des associations anti-sectes comme le Centre contre les manipulations mentales (CCMM). La mère supérieure de Pontacallec se forme elle-même à ces méthodes de guérison et les pratique sur des sœurs. 
De son côté, en lisant les écrits de l'abbé Berto, François Cadiet se convainc que le fondateur de l'institut aurait appartenu à une société secrète et pratiqué l'occultisme. Il diffuse sa conviction à l'intérieur de la gouvernance de la communauté. Il pratique des exorcismes sur trois sœurs. L'une d'elles, sortie de la communauté, portera plainte par la suite devant le tribunal de Lorient pour « actes de torture et barbarie ». Elle explique que ces exorcismes, pratiqués initialement en vue de sa « libération spirituelle », se sont transformés, sur une durée d'un an et demi, en séances d'interrogation du démon censé la posséder, afin d'établir la preuve du pacte que l'abbé Berto aurait conclu avec le Diable. Les deux autres sœurs ont témoigné ultérieurement de nombreuses agressions sexuelles dont elles auraient été victimes de la part d'une sœur en responsabilité à l’époque.
En 2013, François Cadiet est démis de ses fonctions d’aumônier, mais aucune sanction n'est prise contre lui. Il sera condamné en mars 2023 dans le cadre d’une procédure extra-judiciaire pénale sous mandat du Dicastère pour la Doctrine de la foi à une restriction de son ministère pour deux ans, sans que les limites de cette restriction soient connues des victimes.

## Période 2013-2016: direction assurée par Benoît-Dominique de La Soujeole
Compte tenu du caractère traditionaliste des Dominicaines du Saint-Esprit, leur institut est placé en 2013 sous la tutelle de la Commission pontificale Ecclesia Dei, créée pour s'occuper des communautés restées attachées au rite tridentin. Elle charge l'un de ses membres, Patrick Descourtieux, d'effectuer une visite canonique à l'issue de laquelle de graves problèmes de gouvernance sont constatés. La Commission décide de destituer le gouvernement de l'Institut et nomme commissaire apostolique le père dominicain Benoît-Dominique de La Soujeole afin qu'il gouverne la communauté et travaille à sa réforme. Il procède aussi à une enquête sur les faits dont l'abbé Berto est accusé.
En janvier 2016 une synthèse de son rapport de 1 500 pages est communiquée aux religieuse de l'institut. Le rapport conclut « qu’aucun acte pédophile ne peut être reproché à l’abbé Berto ». Concernant les « gestes équivoques » allégués, il n'est selon le rapport pas possible « de donner avec certitude un jugement sur leur gravité morale »,.
Sur la question des exorcismes pratiqués en 2011-2013, une note du 14 janvier 2016 demandée par la commission Ecclesia Dei conclut que s’il y a bien eu des manifestations ordinaires du démon, qui se sont traduites notamment par « une dynamique mauvaise et même perverse » au sein de l’institut, en revanche, il n’y a pas eu « de manifestations diaboliques extraordinaires » qui, « seules, auraient justifié la pratique de l’exorcisme solennel ». Selon la note « la pratique incompétente de l’exorcisme et l’utilisation frauduleuse et pervertie de ce sacramental » a eu pour conséquence, entre autres, d’avoir favorisé « une dérive de type sectaire conduisant à la division au sein de l’institut ».
Écoutant les religieuses qui défendent le fondateur, la commission Ecclesia Dei fait valoir l'innocence de l'abbé Berto, interdit aux sœurs de la contester, et révoque Benoît-Dominique de La Soujeole en nommant à sa place mère Marie Pia comme prieure générale, sans la faire assister par un conseil, la commission Ecclesia Dei s'étant arrogé ce rôle, selon le dominicain Henry Donneaud, nommé assistant apostolique en 2021.

## 2019: direction assurée par mère Marie de Saint-Charles
En janvier 2019, la Commission pontificale Ecclesia Dei est supprimée et devient un bureau de la Congrégation pour la doctrine de la foi dirigé par Patrick Descourtieux. Celui-ci continue à assurer la tutelle de l'Institut. La même année, mère Marie de Saint-Charles est élue prieure générale.
En juin 2020, le pape François confie au cardinal Marc Ouellet, préfet de la Congrégation pour les évêques, à titre exceptionnel, la responsabilité d'une visite apostolique effectuée par deux visiteurs : Dom Jean-Charles Nault et mère Emmanuelle Desjobert, qui sont remplacés par le dominicain Henry Donneaud en septembre 2021. L'autorité de Marc Ouellet, chargé par François de superviser la communauté est contestée par certaines religieuses qui estiment dépendre de la Congrégation pour la doctrine de la foi.[réf. nécessaire]
En octobre 2020, François prend des mesures de mise à l'écart contre mère Marie Pia (pendant 3 mois) et mère Marie de Saint-Denis (8 mois), et d'exclusion pour au moins 3 ans de mère Marie Ferréol. Très affectée par cette exclusion dont elle affirme ne pas connaître les raisons, Marie Ferréol trouve refuge à l'abbaye Sainte-Cécile de Solesmes, où elle demeure jusqu'en janvier 2021, date à laquelle elle rejoint l'abbaye Notre-Dame de Randol, ce qui lui permet de se rapprocher de ses parents, nonagénaires. Le 22 avril 2021, elle est définitivement renvoyée de la vie religieuse par un second décret du pape, ce qui suscite un important écho médiatique.
Le 23 décembre 2021, le pape François adresse une lettre aux religieuses, lue en communauté le 28 janvier 2022, dans laquelle il présente ses excuses pour ce qu'il juge être une série de défaillances dans l'accompagnement de l'institut. Il déplore « que certaines décisions qui ont été prises par Rome aient manifesté une méconnaissance de la vie religieuse. » et que l'accompagnement des religieuses « victimes d'abus » aient été défaillant. Il estime également que « la réhabilitation sans nuance de [leur] fondateur ne peut pas être maintenue en raison d’éléments apparus » au cours de la visite apostolique de 2020.

## L'exclusion de Marie Ferréol de la vie religieuse
Les causes du renvoi de Marie Ferréol n'ont pas été précisées explicitement par le Saint-Siège, qui indique toutefois qu'il ne s'agit pas d'une affaire de mœurs,. Des conflits d'intérêts sont mis en avant par les journalistes de L'Homme nouveau, du Monde et du Journal de Montréal. En effet, l'une des dominicaines du Saint Esprit en conflit avec Marie Ferréol, mère Marie de l'Assomption (née Émilie de Vigouroux d’Arvieu), est proche de Marc Ouellet qui a assisté à la soutenance de sa thèse en théologie et a préfacé son édition,. Beaucoup de dominicaines — dont mère Marie Ferréol — ne partagent pas la vision du thomisme de mère Marie de l'Assomption. Par ailleurs, à plusieurs reprises, d'après Ariane Chemin du journal Le Monde, mère Marie de l'Assomption a publiquement fait preuve d'« animosité » et tenu « des propos virulents » à l'égard de mère Marie Ferréol. Or, outre le fait qu'elle est une amie du cardinal Ouellet, mère Marie de l'Assomption est également très proche de Dom Jean-Charles Nault, abbé de Saint-Wandrille et visiteur apostolique nommé par le cardinal Ouellet. Conseillée par Adeline le Gouvello, avocate au barreau de Versailles, mère Marie Ferréol fait appel auprès du Saint-Siège.
Elle réapparaît en janvier 2023 sous le nom de « sœur Marie de la Valette », son nom à l'état-civil, dans le diocèse de Tyler, dans l'est du Texas, où elle travaille à la Bishop Thomas K. Gorman Catholic School (en), comme bibliothécaire,.
Le 3 août 2023, Marie Ferréol engage une action en justice contre Marc Ouellet pour son renvoi qui a été fait sans explication, pour un préjudice matériel et moral, estimé, de 870 000 €.
Le 3 avril 2024, le cardinal Ouellet et la congrégation des Dominicaines du Saint-Esprit sont sanctionnés par le tribunal civil de Lorient pour renvoi sans motif de la religieuse, et doivent verser solidairement « 182 400 euros au titre de préjudice matériel, et 10 000 euros, au titre de préjudice moral ». La communauté est sanctionnée en sus à verser 33 622 € « au titre du devoir de secours », mais annonce faire appel de cette décision. Le Vatican estime que cette condamnation de Marc Ouellet soulève la question de l'immunité diplomatique dont il bénéficie en tant que cardinal de la Curie, et dénonce une menace contre la liberté religieuse,. Le jugement est infirmé par la cour d’appel de Rennes[source insuffisante].

## Mise en place d'une commission indépendante
Dix jours après la sanction par la justice civile de la communauté et du cardinal Ouellet, l'institut annonce le 13 avril 2024 la mise en place d'une commission pluridisciplinaire indépendante chargée de faire la lumière sur les abus qui auraient été commis en son sein en 2010-2013. Elle est dirigée par l'historien Paul Airiau qui a participé à la recherche socio-historique préparatoire à la Ciase et étudié les activités de l’abbé Berto dans le cadre de sa thèse. Il affirme ne pas être « au service de la justification de l’institut, ni même au service du pape, mais » enquêter « afin de poser un avis historique, canonique, théologique voire spirituel afin que l’institut puisse s’en saisir, accompagner au mieux les victimes et mener sa réflexion sur son identité et son avenir. » La commission est composée d’un autre historien, d’un ancien exorciste diocésain, d’un psychiatre, d’un ancien magistrat et d’une supérieure religieuse. Le cardinal Ouellet a lui-même demandé la constitution de cette commission.